# Беатриса Саксен-Кобург-Готская
Беатриса Леопольдина Виктория (англ. Beatrice Leopoldine Victoria; 20 апреля 1884 — 13 июля 1966) — принцесса Великобританская и Саксен-Кобург-Готская, внучка российского императора Александра II, после замужества инфанта Испании и герцогиня Галлиерийская.

## Биография
Принцесса Беатриса была внучкой российского императора Александра II и английской королевы Виктории, младшей дочерью принца Альфреда, герцога Эдинбургского, впоследствии правящего герцога Саксен-Кобург-Готы, и Великой Княжны Марии Александровны. Она родилась 20 апреля 1884 года во дворце Иствелл Парк в графстве Кент. Так как её отец был главнокомандующим Вооружёнными силами Великобритании в Средиземном море, Беатриса вместе с семьёй проводила много времени за границей, в частности, на Мальте. Близкие звали её Беа.

### Замужество
В 1902 году Беатриса познакомилась с великим князем Михаилом Александровичем, братом царя Николая II и в то время наследником российского престола (цесаревич Алексей родился в 1904 году). Молодые люди понравились друг другу, но были вынуждены расстаться, так как православие запрещало брак двоюродных брата и сестры.
Вскоре появились слухи, что Беатриса может выйти замуж за короля Испании Альфонса XIII, но в действительности замуж за испанского монарха вышла её кузина принцесса Виктория Евгения Баттенберг.
На их свадьбе Беатриса познакомилась со своим будущим супругом испанским инфантом доном Альфонсо, 3-м герцогом Галлиерийским. В Мадриде на их отношения смотрели негативно. Инфант являлся первым возможным наследником Альфонса XIII и Беатриса могла отказаться сменить лютеранскую веру на католическую. Влюблённым пришлось уехать из Испании в Кобург, где в 1909 году они сочетались браком (с двумя обрядами).
У супругов родилось три сына:
- Альваро Антонио Фернандо (1910—1997), в 1937 году женился на Карле Пароди-Дельфино, 4 детей;
  - донья Жерарда де Орлеанс-Бурбон и Пароди-Дельфино
  - дон Алонсо де Орлеан-Бурбон и Пароди-Дельфино
  - донья Беатрис де Орлеан-Бурбон и Пароди-Дельфино
  - дон Альваро-Хайме де Орлеан-Бурбон и Пароди-Дельфино
- Альфонсо Мария Кристино (1912—1936),  погиб во время гражданской войны в Испании, не женат, детей не имел;
- Атаульфо Алехандро (1913—1974), женат не был, детей не имел.

В 1912 году Альфонс XIII разрешил супругам вернуться в Испанию и они обосновались в Мадриде. Именно тогда возникли слухи о связи Беатрисы и Альфонса. Действительно ли связь имела место или нет, неизвестно, но разговоры стали известны королеве-матери Марии Кристине и та попросила Беатрису покинуть Испанию. Герцогу и герцогине Галлиерийским пришлось уехать в Англию. Спустя несколько лет им наконец было разрешено вернуться в Испанию и супруги решили поселиться в фамильных владениях дона Альфонсо, в Санлукар-де-Баррамеда.
Тридцатые годы были тяжёлым периодом для испанской монархии. Свержение Альфонса XIII и провозглашение Испанской республики вынудили Беатрису и её мужа снова скрыться в Англии. В 1936 году они потеряли среднего сына Альфонсо, погибшего в гражданской войне. После войны Беатриса вновь вернулась в Санлукар-де-Баррамеда, где она скончалась 13 июля 1966 года. Её муж пережил её и умер в 1975 году. Младший сын умер, не оставив потомства. Потомки Беатрисы продолжают Галлиерскую линию Орлеанского дома до наших дней.